# Potenziale di Bessel
In matematica, il potenziale di Bessel è un potenziale (il cui nome deriva da Friedrich Wilhelm Bessel) simile al potenziale di Riesz ma con migliori proprietà di decadimento all'infinito.
Sia {\displaystyle s} è un numero complesso con parte reale positiva, allora il potenziale di Bessel di ordine {\displaystyle s} è l'operatore
{\displaystyle (I-\Delta )^{-s/2}}
dove {\displaystyle \Delta } è l'operatore di Laplace e la potenza frazionaria è definita usando la trasformata di Fourier.
Il potenziale di Yukawa è un caso particolare del potenziale di Bessel con {\displaystyle s=2} nello spazio tridimensionale.

## Rappresentazione nello spazio di Fourier
Il potenziale di Bessel agisce come moltiplicazione nelle trasformate di Fourier: per ogni {\displaystyle \xi \in \mathbb {R} ^{d}}
{\displaystyle {\mathcal {F}}((I-\Delta )^{-s/2}u)(\xi )={\frac {{\mathcal {F}}u(\xi )}{(1+4\pi ^{2}\vert \xi \vert ^{2})^{s/2}}}.}

## Rappresentazioni integrali
Quando {\displaystyle s>0}, il potenziale Bessel su {\displaystyle \mathbb {R} ^{d}} può essere rappresentato da
{\displaystyle (I-\Delta )^{-s/2}u=G_{s}\ast u,}
dove il nucleo di Bessel {\displaystyle G_{s}} è definito per {\displaystyle x\in \mathbb {R} ^{d}\setminus \{0\}} attraverso la formula integrale
{\displaystyle G_{s}(x)u={\frac {1}{(4\pi )^{s/2}\Gamma (s/2)}}\int _{0}^{\infty }{\frac {e^{-{\frac {\pi \vert x\vert ^{2}}{\delta }}-{\frac {\delta }{4\pi }}}}{\delta ^{1+{\frac {d-s}{2}}}}}\,\mathrm {d} \delta .}
Qui {\displaystyle \Gamma } indica la funzione Gamma.
Un altro modo di rappresentare il nucleo di Bessel kernel per {\displaystyle x\in \mathbb {R} ^{d}\setminus \{0\}} è
{\displaystyle G_{s}(x)={\frac {e^{-\vert x\vert }}{(2\pi )^{\frac {d-1}{2}}2^{\frac {s}{2}}\Gamma ({\frac {s}{2}})\Gamma ({\frac {d-s+1}{2}})}}\int _{0}^{\infty }e^{-\vert x\vert t}{\Big (}t+{\frac {t^{2}}{2}}{\Big )}^{\frac {d-s-1}{2}}\,\mathrm {d} t.}

## Comportamento asintotico
Nell'origine, si ha con {\displaystyle \vert x\vert \to 0},
{\displaystyle G_{s}(x)={\frac {\Gamma ({\frac {d-s}{2}})}{2^{s}\pi ^{s/2}\vert x\vert ^{d-s}}}(1+o(1))\quad {\text{ se }}0<s<d,}
{\displaystyle G_{d}(x)={\frac {1}{2^{d-1}\pi ^{d/2}}}\ln {\frac {1}{\vert x\vert }}(1+o(1)),\quad {\text{ se }}s=d,}
{\displaystyle G_{s}(x)={\frac {\Gamma ({\frac {s-d}{2}})}{2^{s}\pi ^{s/2}}}(1+o(1))\quad {\text{ se }}s>d.}
In particolare, quando {\displaystyle 0<s<d} il potenziale di Bessel si comporta asintoticamente come il potenziale di Riesz.
All'infinito, vale la seguente stima asintotica per {\displaystyle \vert x\vert \to \infty },
{\displaystyle G_{s}(x)={\frac {e^{-\vert x\vert }}{2^{\frac {d+s-1}{2}}\pi ^{\frac {d-1}{2}}\Gamma ({\frac {s}{2}})\vert x\vert ^{\frac {d+1-s}{2}}}}(1+o(1)).}